# Leucosolenia nautilia
Leucosolenia nautilia är en svampdjursart som beskrevs av de Laubenfels 1930. Leucosolenia nautilia ingår i släktet Leucosolenia och familjen Leucosoleniidae. Inga underarter finns listade i Catalogue of Life.